# Walter Abbott (Fußballspieler, 1898)
Walter A. Abbott (* 16. Dezember 1898 in Birmingham; † 2. Quartal 1945 ebenda) war ein englischer Fußballspieler.

## Karriere
Abbott, Sohn des gleichnamigen englischen Nationalspielers Walter Abbott, debütierte im Januar 1920 als Testspieler für die Reservemannschaft von Grimsby Town und erzielte beim 3:2-Erfolg gegen die Reserve des FC Barnsley den Siegtreffer. In den folgenden Wochen trat Abbott für die Reservemannschaft regelmäßig als Torschütze in Erscheinung, unter anderem in den Partien gegen Chesterfield Municipal (Endstände 1:1 und 1:2) und beim 1:0-Erfolg über die Reserve von Lincoln City. Anfang März 1920 erhielt er von der Football Association die Erlaubnis, in seinem Wohnort beim FC Birmingham mitzutrainieren, Ende des Monats gab er für Grimsby bei einem 2:0-Heimerfolg über Port Vale sein Debüt in der Football League Second Division. 
Im April 1920 folgten vier weitere Ligaeinsätze in Grimsbys erster Mannschaft auf der linken Halbstürmerposition, in denen er jeweils mit Linksaußen Albert Smith und Mittelstürmer Harry Storer zusammen wirkte. Die beiden Heimpartien gegen Clapton Orient und Tottenham Hotspur endeten ebenfalls mit 2:0-Siegen. Trotz dieser drei Erfolge stieg der Klub am Saisonende als Tabellenletzter in die neu geschaffene Third Division ab und Abbott schloss sich dem in der Midland League spielenden Klub Chesterfield Municipal an, gegen den er kurz zuvor zwei Mal getroffen hatte. Abbott bestritt im Saisonverlauf 26 Ligaspiele für Chesterfield, zumeist bildete er mit Herbert Mosley die rechte Angriffsseite, als der Klub am Saisonende den dritten Platz belegte und erfolgreich die Wiederaufnahme in die Football League beantragte.
Für Abbott selbst kam es aber zu keiner Rückkehr in die Football League, in der Saison 1921/22 spielte er in der Birmingham & District League für Worcester City und erzielte in 19 Pflichtspieleinsätzen neun Tore und war damit nach Harry Parsonage und Arthur Hall drittbester Torschütze des Teams. Im Juli 1922 wurde er als Neuzugang für die Position des Mittelläufers beim Ligakonkurrenten Tamworth Castle gehandelt, zum Saisonauftakt wurde er bei Tamworth aber als Mittelstürmer aufgeboten und traf bei der 3:4-Niederlage gegen Redditch. Im September 1922 unterlag er mit Tamworth im Finale um den Nuneaton Charity Cup gegen Nuneaton Town mit 1:2, Abbott hatte kurz vor Spielende zum Endstand getroffen. Tamworth belegte am Saisonende den letzten Tabellenplatz und zog sich in die Birmingham Combination zurück, Abbott hingegen verblieb in der Liga und spielte die folgenden beiden Spielzeiten für Oakengates Town.
Zur Saison 1925/26 kehrte er zu Tamworth Castle zurück; im Oktober 1925 wurde anlässlich eines 8:2-Erfolgs in der Birmingham Combination über Walsall Wood ein Mannschaftsfoto in der Lokalzeitung abgedruckt. Zuletzt war er auf lokaler Ebene in Birmingham für die Stewart Street Old Boys aktiv.